# Rock with You
Rock with You is een nummer van zanger Michael Jackson. Het is de tweede single van het album Off the Wall.

## Geschiedenis
Rock with You werd een van de laatste grote hits uit het discotijdperk, doordat het genre begin jaren 80 aan populariteit begon te verliezen. In de Verenigde Staten werd het Jacksons derde nummer 1-hit, terwijl het in Nederland niet eens de Top 40 haalde.
In de videoclip van het nummer is een lachende Michael Jackson te zien die het nummer zingt. De achtergrond bestaat uit veelkleurige discolichten en Jacksons kleding zit vol glitters.
Het nummer werd in 1995 gecoverd door de zangeres Brandy.

## Tracklist

### Britse single
1. "Rock with You" - 3:40
2. "Get on the Floor" - 4:57

### Amerikaanse single
1. "Rock with You" - 3:40
2. "Working Day and Night" - 5:04

## NPO Radio 2 Top 2000
| Nummer met noteringen in de NPO Radio 2 Top 2000 | '09  | '10  | '11  | '12  | '13  | '14  | '15  | '16  | '17  | '18  | '19  | '20  | '21  | '22  | '23 | '24  |
| ------------------------------------------------ | ---- | ---- | ---- | ---- | ---- | ---- | ---- | ---- | ---- | ---- | ---- | ---- | ---- | ---- | --- | ---- |
| Rock with You                                    | 1107 | 1845 | 1937 | 1560 | 1736 | 1771 | 1661 | 1525 | 1503 | 1310 | 1706 | 1710 | 1697 | 1821 | -   | 1543 |

1. ↑  Een '-' betekent dat het nummer niet was genoteerd en een vetgedrukt getal geeft de hoogste notering aan.
2. ↑  2009 was het eerste jaar met een notering voor dit nummer.